# Okopy (obwód tarnopolski)
Okopy, Okopy Świętej Trójcy (ukr. Окопи) – wieś na Ukrainie, w obwodzie tarnopolskim, w rejonie czortkowskim, w hromadzie Mielnica Podolska. W 2001 roku liczyła 557 mieszkańców.
Wieś położona jest u nasady cypla między Dniestrem i Zbruczem. Wschodnią część Okopów stanowi dawniej odrębna wieś Kozaczówka, która w Galicji była jej najdalej na wschód wysuniętą miejscowością.

## Historia

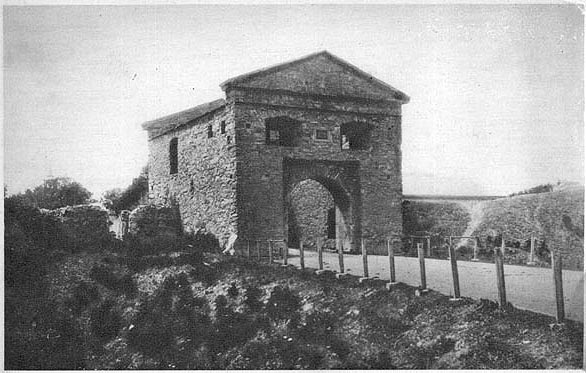
Brama Kamieniecka Okopów Świętej Trójcy w XIX wieku

W zachodniej części wsi znajdują się ruiny twierdzy Okopy Świętej Trójcy założonej w 1692 roku przez hetmana Stanisława Jana Jabłonowskiego. W 1700 król Polski August II Mocny nadał Okopom magdeburskie prawa miejskie. W latach 1700–1705 w twierdzy wzniesiono kościół Świętej Trójcy.
W II Rzeczypospolitej wieś była siedzibą gminy wiejskiej Okopy Świętej Trójcy w powiecie borszczowskim, w województwie tarnopolskim. W 1921 roku liczyła 698 mieszkańców i znajdowały się w niej 143 budynki mieszkalne. 537 osób deklarowało narodowość rusińską, 86 – polską, 75 – żydowską.
Stacjonowała też w miejscowości placówka Straży Celnej „Okopy św. Trójcy”.
Zygmunt Krasiński umieścił w Okopach Świętej Trójcy akcję trzeciej części Nie-Boskiej komedii (1835).

## Zabytki
- pozostałości twierdzy Okopy Świętej Trójcy:
  - brama Kamieniecka
  - brama Lwowska
  - kościół Świętej Trójcy z lat 1700–1705

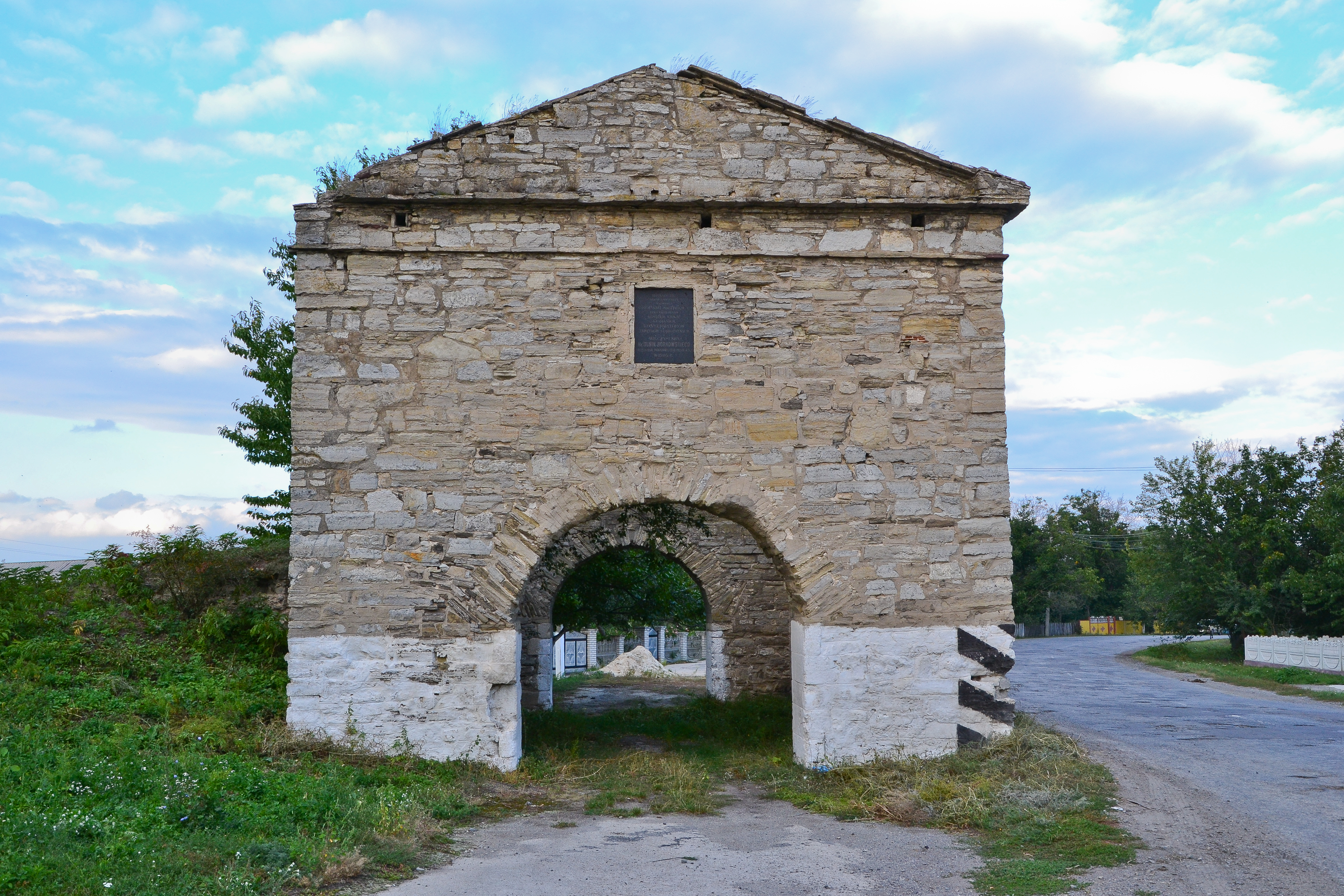
Brama Kamieniecka
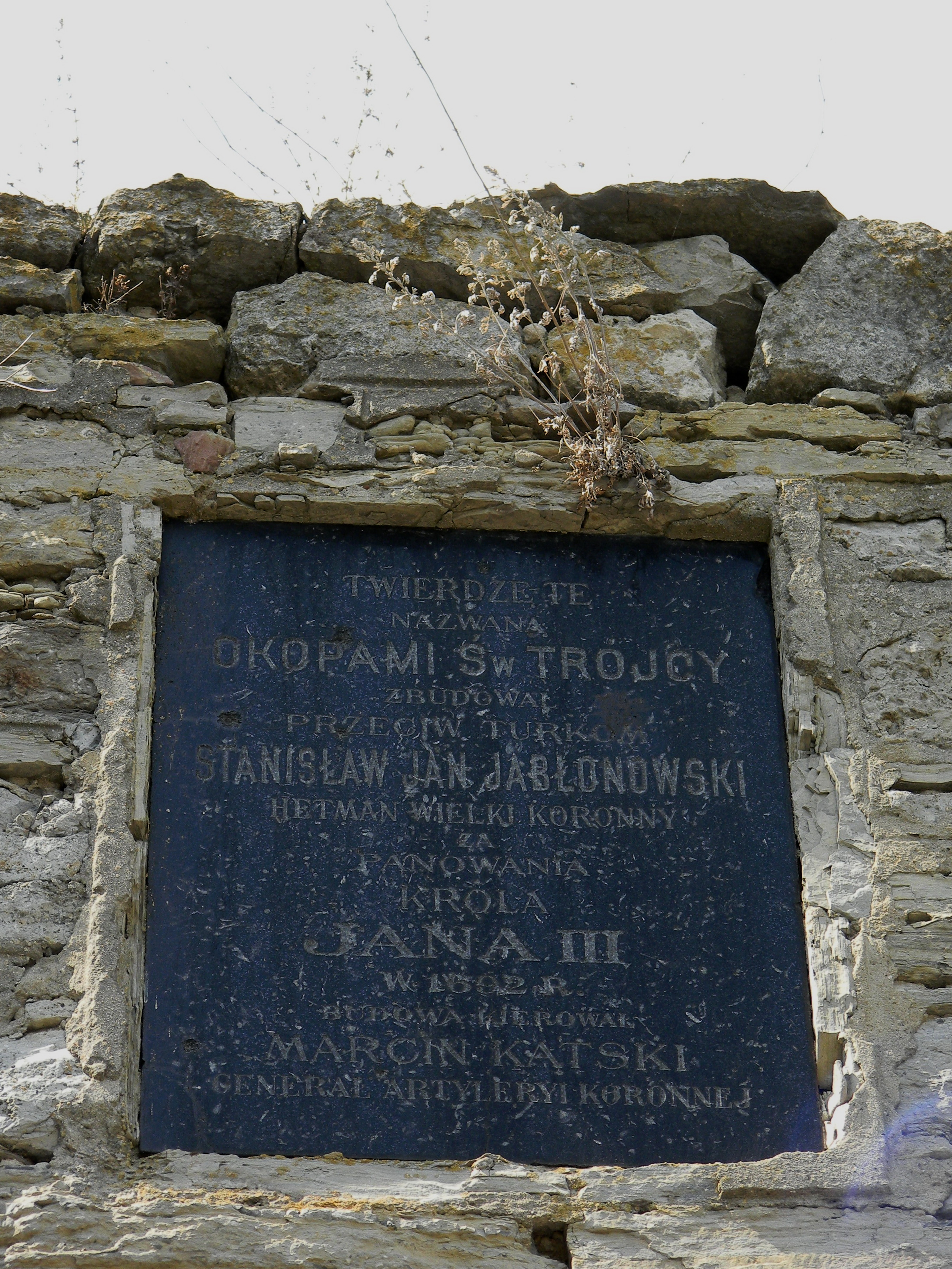
Tablica na bramie Lwowskiej
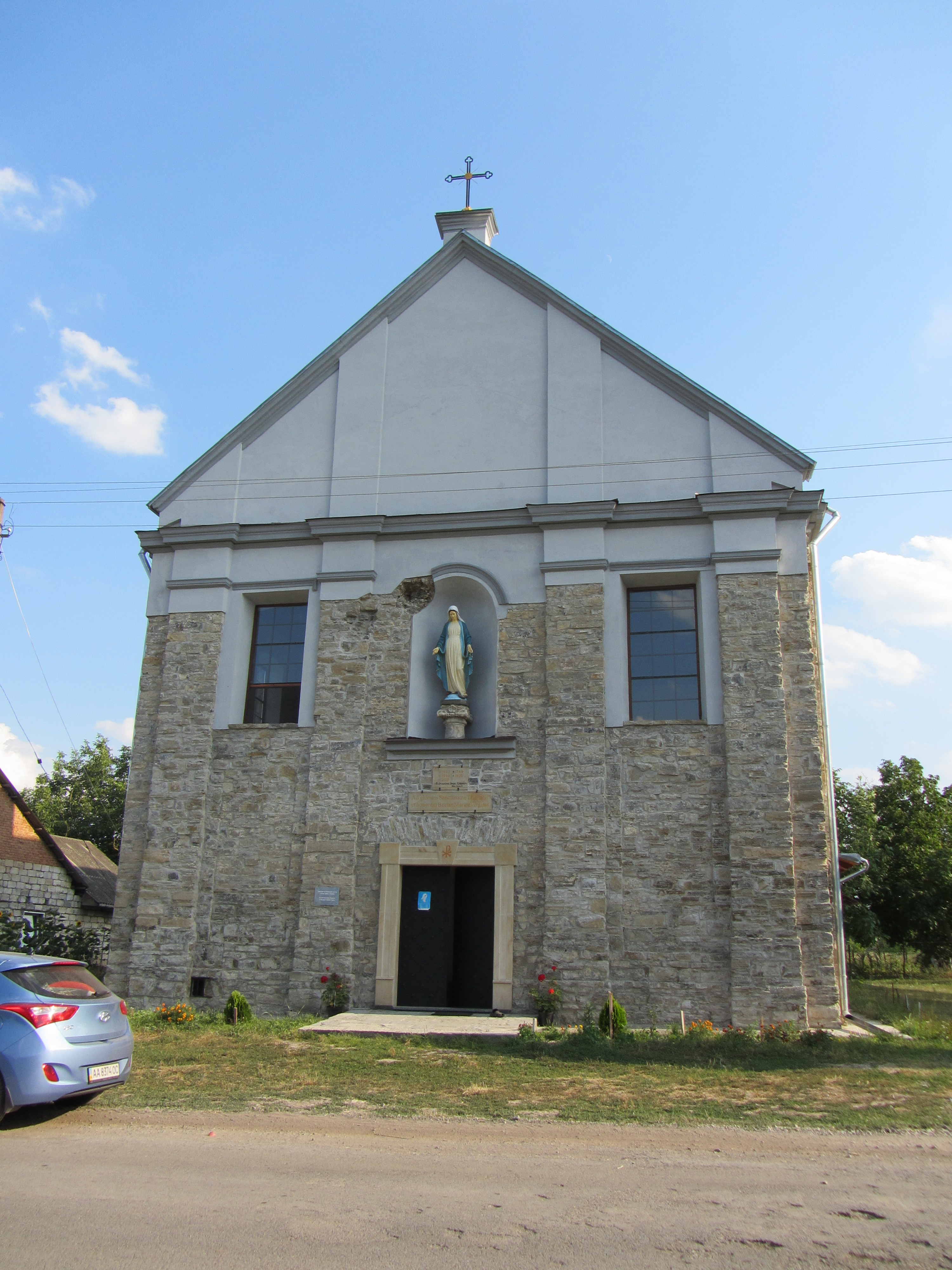
Kościół Świętej Trójcy po restauracji
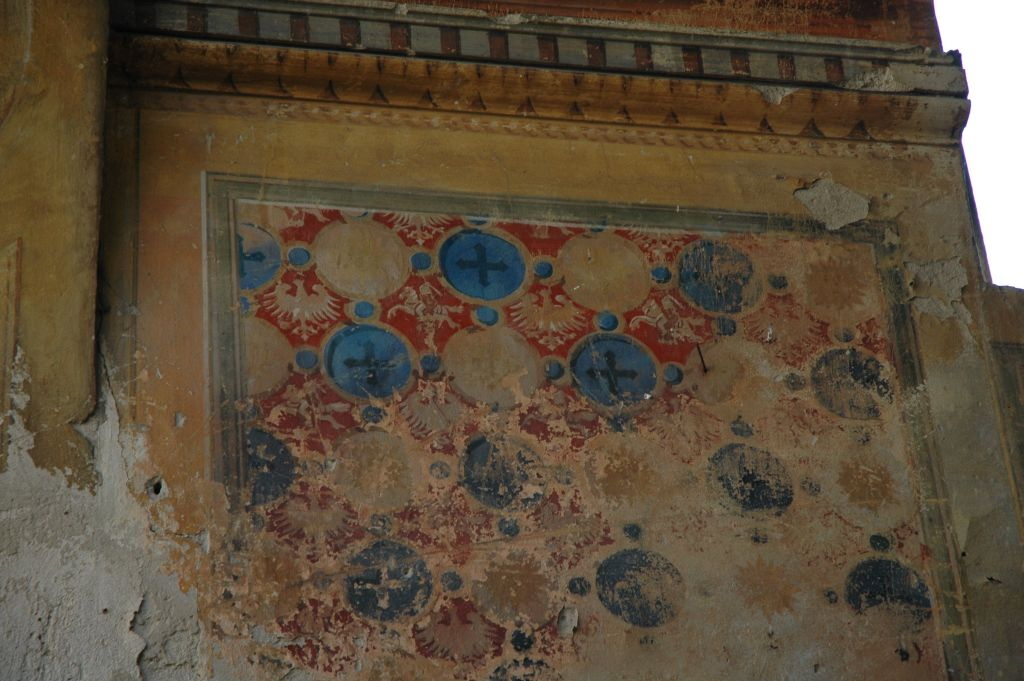
Dekoracja kościoła przedstawiająca herby Polski i Litwy

## Ludzie urodzeni w Okopach
- Baal Szem Tow – twórca chasydyzmu,
- Kazimierz Piszczek – podpułkownik komunistycznej Milicji Obywatelskiej,
- Aleksander Prusiewicz – polski historyk, etnograf.